# 阿米西群

合成方式

阿米西群（开发代码CERM-898，商品名Somagest），分子式C17H27NO，是一种抗抑郁药、抗膽鹼劑和抗組織胺藥，现已不再销售。